# Laurentius Bergner
Laurentius Bergner, född 1670 i Älvestads socken, död 28 maj 1737 i Skeppsås socken, var en svensk präst.

## Biografi
Laurentius Bergner föddes 1670 på Studsberg i Älvestads socken. Han var son till bonden Jonas Andersson och Kerstin Larsdotter samt bror till Andreas Bergner. Bergner studerade i Linköping och blev 4 juni 1690 student vid Uppsala universitet. Han prästvigdes 1698 till komminister i Älvestads församling. Bergner blev 29 augusti 1733 kyrkoherde i Skeppsås församling. Han avled 1737 och begravdes av kyrkoherden Anton Münchenberg i Vreta klosters socken.

### Familj
Bergner gifte sig 2 november 1699 med Mechtill Bornelius (1680–1750) som var dotter till kyrkoherden Olaus Bornelius i Ekebyborna socken. De fick tillsammans barnen Catharina Christina (1700–1700), Margareta (1702–1702), Elisabeth (1703–1709), Olof (1706–1736), Jonas Bergner (1710–1763) och Anders (1713–1740).